# Trans-2-((Dimethylamino)methylimino)-5-(2-(5-nitro-2-furyl)vinyl)-1,3,4-oxadiazol
trans-2-[(Dimethylamino)methylimino]-5-[2-(5-nitro-2-furyl)vinyl]-1,3,4-oxadiazol ist eine chemische Verbindung, die von der IARC als möglicherweise karzinogen (2B) eingestuft wird.

## Verwendung
Industriell hat trans-2-[(Dimethylamino)methylimino]-5-[2-(5-nitro-2-furyl)vinyl]-1,3,4-oxadiazol keine Bedeutung.

## Regulierung
Über den Safe Drinking Water and Toxic Enforcement Act of 1986 besteht in Kalifornien seit dem 1. Januar 1988 eine Kennzeichnungspflicht für Produkte, die trans-2-[(Dimethylamino)methylimino]-5-[2-(5-nitro-2-furyl)vinyl]-1,3,4-oxadiazol enthalten.

## Externe Links zu erwähnten Verbindungen
1. ↑  Externe Identifikatoren von bzw. Datenbank-Links zu N,N-Dimethyl-N′-[5-[2-(5-nitro-2-furanyl)ethenyl]-1,3,4-oxadiazol-2-yl]methanimidamid:  CAS-Nr.: 25962-77-0, PubChem: 9570442, Wikidata: Q125251041.